# Григорівка (Машівська селищна громада)
Григорі́вка —  село в Україні, у Машівській селищній громаді Полтавського району Полтавської області. Населення становить 272 осіб. До 2020 орган місцевого самоврядування — Сахнівщинська сільська рада.

## Географія
Село Григорівка знаходиться біля витоків річки Тагамлик, нижче за течією примикає село Сахнівщина. Поруч проходить автомобільна дорога Р11.

## Історія
12 червня 2020 року, відповідно до розпорядження Кабінету Міністрів України № 721-р «Про визначення адміністративних центрів та затвердження територій територіальних громад Полтавської області», село увійшло до складу Машівської селищної громади.
19 липня 2020 року, в результаті адміністративно - територіальної реформи та ліквідації Машівського району, село увійшло до складу новоутвореного Полтавського району.

## Населення

### Мова
Розподіл населення за рідною мовою за даними перепису 2001 року:
| Мова            | Кількість | Відсоток |
| --------------- | --------- | -------- |
| українська      | 238       | 87.50%   |
| російська       | 26        | 9.56%    |
| білоруська      | 5         | 1.84%    |
| інші/не вказали | 3         | 1.10%    |
| Усього          | 272       | 100%     |